# One du Rib
One du Rib est un cheval trotteur français, né le 21 mars 2002 et mort le 2 avril 2018, spécialiste du trot monté. Il remporta notamment deux fois le Prix de Cornulier, principale épreuve dans cette discipline.

## Naissance et élevage
One du Rib nait le 21 mars 2002. Son père est First de Retz, grand spécialiste du trot monté, également deux fois vainqueur du Prix de Cornulier. Sa mère, Bourse de Bellouet, eut une carrière honorable à Vincennes.

## Carrière de course
Qualifié le 21 juillet 2004 à Caen, One du Rib commence sa carrière de courses sur ce même hippodrome le 22 novembre suivant au trot attelé, entrainé et drivé par Joël Hallais, sous les couleurs de l'écurie de ce dernier (écurie Rib). Le cheval remporte sa première victoire à Lisieux le 5 juin 2005 avec le même pilote.
One du Rib participe à sa première course au trot monté et à son premier Groupe II dans le Prix Louis Le Bourg à Vincennes le 26 février 2006 piloté par Jean-Loïc-Claude Dersoir, après de nombreuses places d'honneur à l'attelé. C'est avec ce même jockey qu'il remporte son premier Groupe I le 18 juin suivant, le Prix du Président de la République, dont il n'était qu'ousider (5e cote). Il remporte sept mois plus tard, le 21 janvier 2007, le Prix de Cornulier, toujours mené par Jean-Loïc-Claude Dersoir, exploit qu'il réédite trois ans plus tard, cette fois piloté par David Thomain.

## Carrière au haras
Les premiers produits d'One du Rib naissent en 2009 (génération des V) et le dernier en 2019 (les J). Le plus riche d'entre eux est la jument Ariane de Caponet qui n'accumula que 391 850 €.
One du Rib meurt le 2 avril 2018 de suites de coliques.

## Palmarès

### Groupes I
- Prix du Président de la République (2006)
- Prix de Cornulier (2007)
- Prix de Cornulier (2010)

### Groupes II
- Prix Émile Riotteau (2006)
- Prix Joseph-Lafosse (2007)
- Prix Victor Cavey (2007)
- Prix Legoux-Longpré (2007)
- Prix Léon Tacquet (2007)
- Prix Chambon P (2008)
- Prix Kerjacques (2009)

## Origines
| Origines de One du Rib. | Origines de One du Rib. | Origines de One du Rib. | Origines de One du Rib. |
| ----------------------- | ----------------------- | ----------------------- | ----------------------- |
| Père First de Retz      | Podosis                 | Florestan (USA)         | Star's Pride (USA)      |
| Père First de Retz      | Podosis                 | Florestan (USA)         | Roquépine               |
| Père First de Retz      | Podosis                 | Civette II              | Paléo                   |
| Père First de Retz      | Podosis                 | Civette II              | Sa Reine                |
| Père First de Retz      | Ballerine de Retz       | Lévorino                | Kerjacques              |
| Père First de Retz      | Ballerine de Retz       | Lévorino                | Évorine                 |
| Père First de Retz      | Ballerine de Retz       | Nice Gold               | Triomphe II             |
| Père First de Retz      | Ballerine de Retz       | Nice Gold               | Harmony Gold            |
| Mère Bourse de Bellouet | Ouragon                 | Gazon                   | Quasipyl                |
| Mère Bourse de Bellouet | Ouragon                 | Gazon                   | Ralène                  |
| Mère Bourse de Bellouet | Ouragon                 | Dourga II               | Seddouk                 |
| Mère Bourse de Bellouet | Ouragon                 | Dourga II               | Romée                   |
| Mère Bourse de Bellouet | Katia de Bellouet       | Corlay                  | Fandango                |
| Mère Bourse de Bellouet | Katia de Bellouet       | Corlay                  | Rita LD                 |
| Mère Bourse de Bellouet | Katia de Bellouet       | Tira de Bellouet        | Jussieu                 |
| Mère Bourse de Bellouet | Katia de Bellouet       | Tira de Bellouet        | Lola de Bellouet        |